# Frank Greer
Frank Bartholomew Greer (* 26. Februar 1879 in East Boston, Massachusetts; † 7. Mai 1943 in Winthrop, Massachusetts) war ein amerikanischer Ruderer.
Frank Greer ruderte für den East Boston Amateur Athletic Boat Club. Er war US-Meister im Einer von 1903 bis 1905 und noch einmal 1908 und Kanadischer Meister von 1903 bis 1905. 
Bei den Olympischen Spielen 1904 in St. Louis starteten im Einer vier Ruderer aus den Vereinigten Staaten; der Sieger der Henley Royal Regatta Louis Scholes aus Kanada hatte zwar gemeldet, trat aber nicht an. Auf der 1,5 Meilen langen Strecke gewann Greer in 10:08,5 Minuten mit zwei Bootslängen Vorsprung auf James Juvenal.
Nach seiner Karriere war Greer einige Jahre Rudertrainer in Detroit, kehrte dann aber nach Boston zurück und war für viele Jahre Sheriff im Suffolk County Jail in Boston.